# Kirma-Tyurama jezici
Kirma-Tyurama jezici, malena podskupina nigersko-kongoanskih jezika koji čine dio šire skupine južnih centralnih gur jezika. Govori ih oko 100.000 ljudi u Burkini Faso. Predstavnici su cerma (gouin, gwe, gwen, kirma) [cme], ukupno 63,100 u Burkini i Obali Bjelokosti i Turka jezik|turka ili curama [tuz], 37.000 u Burkini (1998 SIL).
Južnu centralnu gur podskupinu čine s jezicima dogoso-khe (2); Dyan (1), jezik dyan; gan-dogose (3); i grusi (23).

## Vanjske poveznice
- Ethnologue (14th)
- Ethnologue (15th)